# Army One

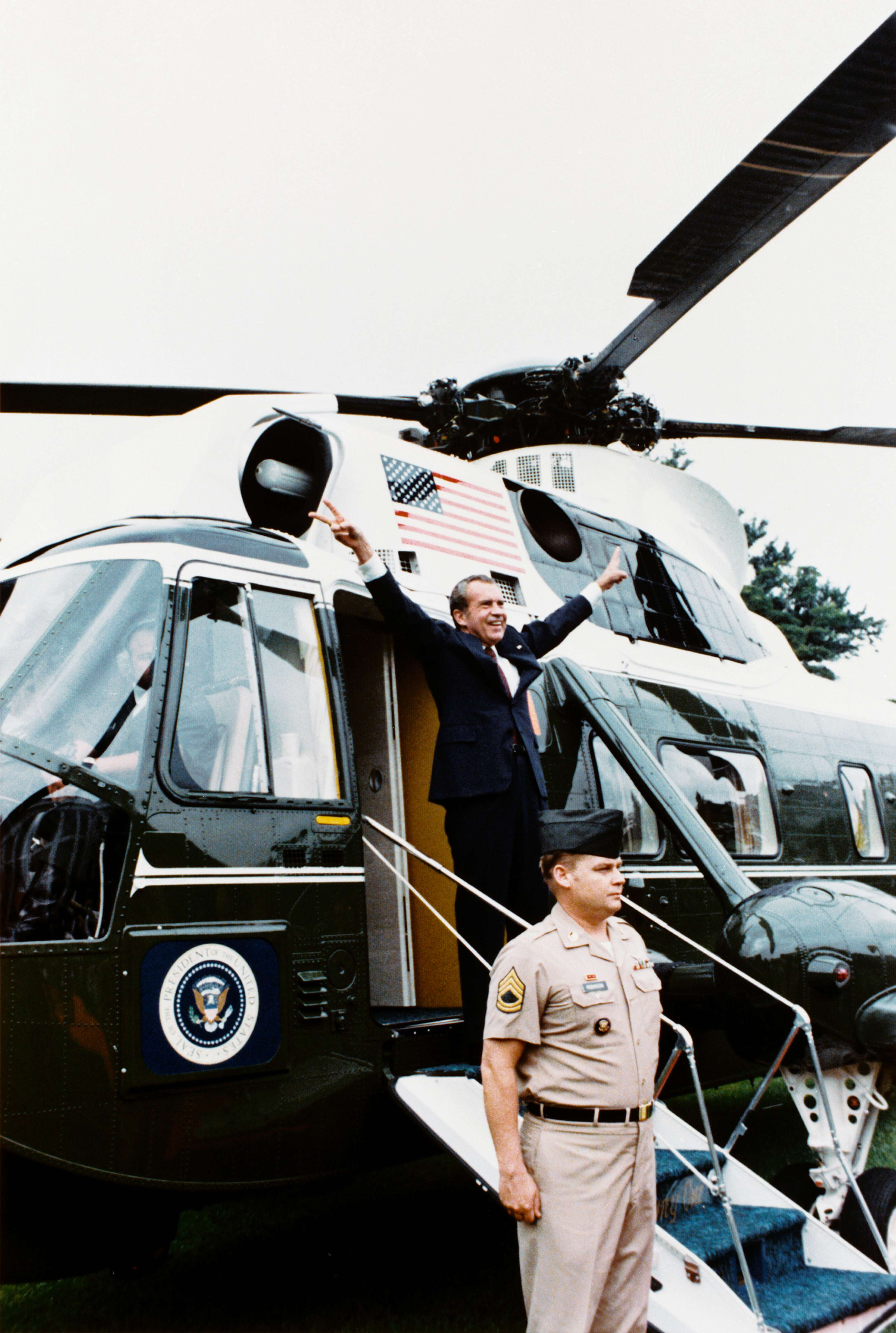
Richard Nixon dando la señal "V" de "Victoria" en 1974

Army One es el indicativo que se le asigna a cualquier aeronave del Ejército de los Estados Unidos (United States Army) que transporta al Presidente de los Estados Unidos; desde 1957 hasta 1976, se trataba usualmente de un helicóptero del Ejército transportando al Presidente. Antes de 1976 la responsabilidad de transportar al Presidente estaba dividida entre el Ejército y el Cuerpo de Marines hasta que se le dio la responsabilidad única de transportar al Presidente en helicóptero a los marines.
El Army One aparece en una famosa fotografía tomada el 9 de agosto de 1974, cuando el presidente Richard Nixon hizo su famosa señal "V" (Victoria) luego de dimitir tras el escándalo de Watergate.
A cualquier parte que vuele el Army One, es recibido en tierra por al menos un soldado vestido completamente en uniforme de gala.
Cualquier helicóptero que transporte a quien sea  Vicepresidente se le llamaria Army Two.